# Timesiteo
Gaio Furio Sabinio Aquila Timesiteo (latino: Gaius Furius Sabinius Aquila Timesitheus; 190 circa – 243) è stato un generale romano, prefetto del pretorio sotto l'imperatore Gordiano III.

## Biografia

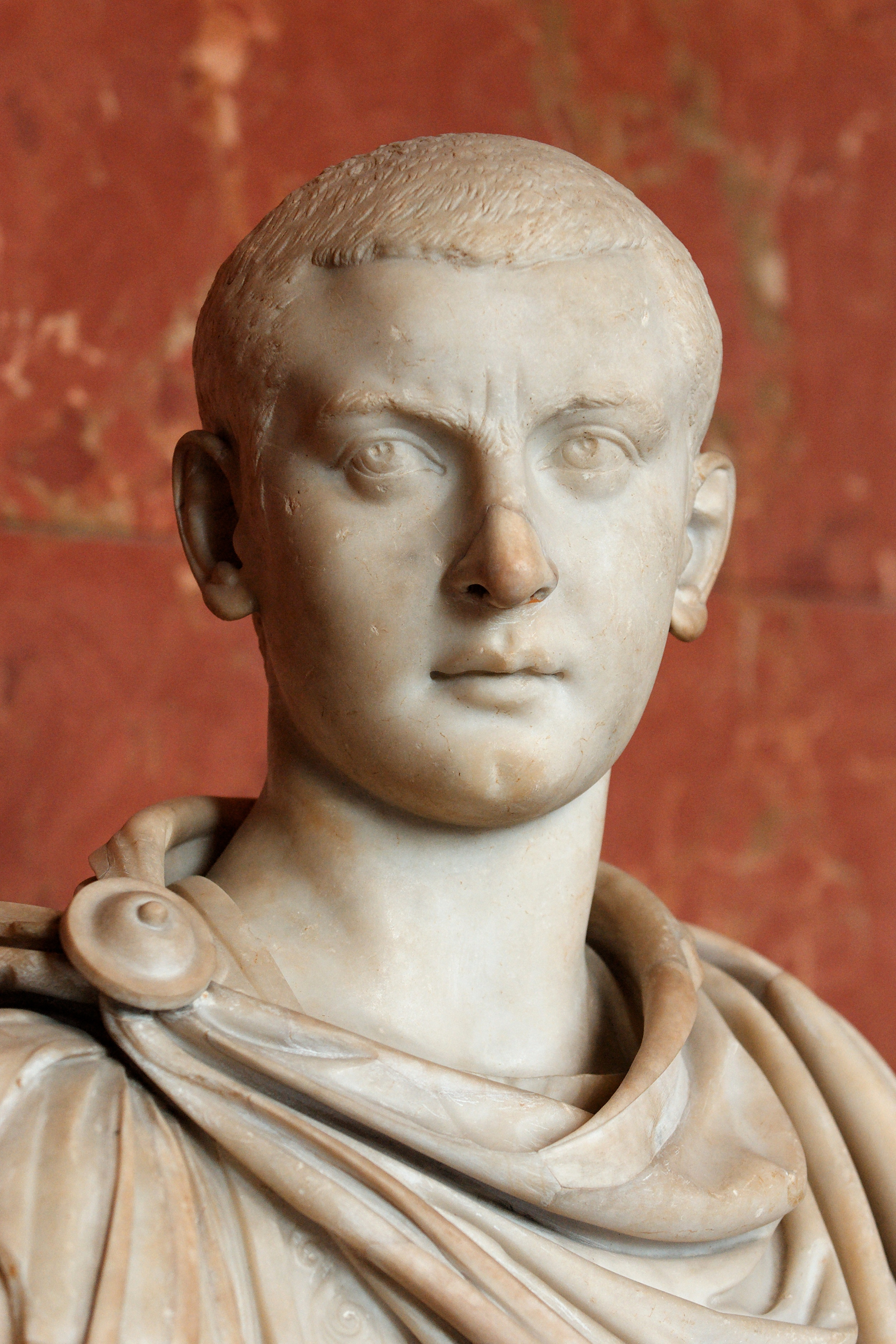
Busto di Gordiano III, che sposò la figlia di Timesiteo e lo nominò prefetto del pretorio

Timesiteo, forse di origine anatolica, era dell'ordine equestre e ne seguì il cursus honorum, diventando alquanto influente sotto gli imperatori della dinastia dei Severi Eliogabalo e Alessandro Severo. La sua ascesa conobbe una interruzione durante il regno di Massimino il Trace, che lo mandò in oriente, e contro il quale congiurò nel 238.
Nel 240 o 241 raggiunse il culmine della sua carriera, diventando prefetto del pretorio del nuovo imperatore, il giovanissimo Gordiano III: la sua posizione diventò anzi quasi quella di un reggente, in quanto aumentò la propria influenza su Gordiano dandogli in sposa la propria figlia Furia Sabina Tranquillina.
La politica di Timesiteo e dei suoi due collaboratori, i fratelli Gaio Giulio Prisco e Marco Giulio Filippo (meglio noto come Filippo l'Arabo), fu quella di restaurare il predominio dell'imperatore sul senato, come era già stato durante il periodo severiano. All'interno di questa ottica di restaurazione della politica severiana va collocata la campagna di Persia del 243, volta a colpire i nemici di sempre, i Sasanidi, e recuperare le città perdute.
La campagna fu preparata da Timesiteo (Gordiano aveva meno di diciotto anni) selezionando con cura i comandanti militari, evitando di scegliere i senatori in favore di persone con più esperienza militare; riorganizzò le truppe che presidiavano l'Africa; si occupò anche del confine danubiano, attaccando e sconfiggendo le problematiche tribù dei Carpi, dei Sarmati e dei Goti. L'esercito romano, con a capo l'imperatore ma sotto il comando effettivo di Timesiteo, si mosse da Antiochia attraversò l'Eufrate vicino a Zeugma (primavera 243), riconquistando le città di frontiera di Carre ed Edessa, e si scontrò con l'esercito di Sapore I nella battaglia di Resena, sconfiggendolo. In seguito, i Romani mossero su Nisibis e Singara, riprendendole, per poi tornare indietro e puntare sulla capitale sasanide di Ctesifonte. Il corso della guerra cambiò in questo momento: Timesiteo, vero vincitore della battaglia di Resena, morì, forse di malattia, venendo sostituito da Filippo.

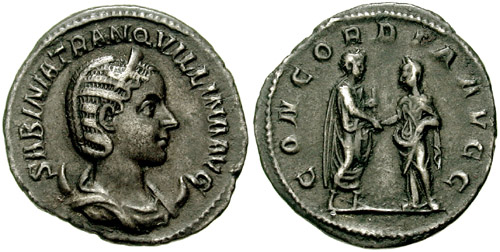
Furia Sabina Tranquillina, figlia di Timesiteo e moglie di Gordiano III

L'impresa di Timesiteo, la vittoria di Resena e la riconquista di Carre, trova forse una eco nell'Apocalisse di Elia, che profetizza l'arrivo di un esercito romano di 100.000 fanti, 100.000 cavalieri e 30.000 marinai, comandato da Timesiteo e Filippo.